# Шумихин, Василий Игнатьевич
Василий Игнатьевич Шумихин (22 февраля 1922 — 1 июня 1952) — Герой Советского Союза (13 ноября 1943 года), младший сержант, командир отделения 616-го отдельного сапёрного батальона 337-й стрелковой дивизии 40-й армии Воронежского фронта (командир батальона — Герой Советского Союза, майор Морковин М. В.).

## Биография
Родился 22 февраля 1922 года в селе Полойка (на территории современного Краснозёрского района Новосибирской области).
Образование начальное. Работал в колхозе. В Красной Армии с 1942 года, на фронте с мая 1942 года. После войны старшина Шумихин В. И. демобилизовался. Жил в городе Винница, работал лесником.
Умер 1 июня 1952 года.

## Подвиг
16 сентября 1943 года в районе села Хорошки Лубенского района Полтавской области с группой сапёров в тылу врага подорвал дамбу и балочный мост через реку Сула.
22 сентября 1943 года под огнём противника произвёл быструю переброску бойцов и боеприпасов частей дивизии на правый берег Днепра в районе села Зарубинцы Каневского района Черкасской области, что способствовало закреплению захваченного плацдарма.

## Награды
- За мужество и героизм, проявленные при форсировании Днепра, младшему сержанту Шумихину Василию Игнатьевичу Указом Президиума Верховного Совета СССР от 13 ноября 1943 года присвоено звание Героя Советского Союза. В 2017 г. Звезда героя была выставлена на продажу на интернет-площадке ebay (Звезда Героя.)
- орден Ленина;
- орден Отечественной войны 2 степени;
- орден Славы 2 степени;
- орден Славы 3 степени.

## Память
- Его имя носит улица в селе Полойка Краснозёрского района Новосибирской области.